# پودلسنویه
پودلسنویه (به لاتین: Podlesnoye) یک منطقهٔ مسکونی در روسیه است که در باشقیرستان واقع شده‌است.